# Siurana (Girona)
Siurana is een gemeente in de Spaanse provincie Girona in de regio Catalonië met een oppervlakte van 10 km². Siurana telt 155 inwoners (1 januari 2016). 

## Demografische ontwikkeling
Bron: INE, 1857-2011: volkstellingen